# 다저스 몽키
《다저스 몽키》(영어: Monkey Trouble)는 미국에서 제작된 프랑코 아무리의 1994년 가족 코미디 영화이다. 소라 버치, 크리스토퍼 맥도널드, 하비 카이텔 등이 출연하였다.
주인공 소녀 이름인 “에바”는 감독 프랑코 아무리의 딸 에바 아무리에게서 따왔다.

## 줄거리
개를 키우고 싶어하던 소녀가 롬인 주인에게서 도망치고 있던 소매치기 원숭이와 우연히 마주치면서 일대 소동이 벌어진다.

## 출연진
- 프랭크 웰커 - 다저 역 (목소리 효과)
- 소라 버치 - 에바 그레고리 역
- 미미 로저스 - 에이미 그레고리 역: 어머니.
- 크리스토퍼 맥도널드 - 톰 역: 새아버지.
- 하비 카이텔 - 아즈로 역
- 앨리슨 엘리엇 - 테사 역
- 빅터 아고 - 찰리 역
- 로버트 미란다 - 드레이크 역
- 케빈 스캐넬 - 피터 역: 친아버지.
- 애덤 러보니아 - 마크 역
- 조 샴파 - 애니 역

## 기타 제작진
- 공동 제작: 존 C. 브로더릭
- 협력 제작: 크리스천 홀지 솔로몬
- 배역: 캐런 리아
- 의상: 아일린 케네디
- 동물 조련: 마크 하든

## 사운드트랙
1. "Sold for Me" – 디 에인트리 보이스
2. "Posie" – 디 에인트리 보이스
3. "Who Gets the Loot" – 쿼
4. "VB Rap" – 지 보이즈
5. "Girls" – 지 보이즈
6. "Monkey Shines" – 로버트 J. 월시

## 우리말 녹음
MBC 성우진
- 홍혜정 - 에바(소라 버치)
- 최성우 - 엄마(미미 로저스)
- 신성호 - 톰(크리스토퍼 맥도널드)
- 김현직 - 아즈로(하비 카이텔)
- 한상혁 - 드레이크(로버트 미란다)
- 김명수 - 아빠(케빈 스캐넬)
- 김윤정 - 선생님(앤디 채프먼)
- 곽대홍 - 찰리(빅터 아고)
- 이선호 - 마크(애덤 러보니아) / 애니(조 샴파)
- 조향이 - 에바의 언니(앨리슨 엘리엇) / 도서관 사서(줄리 페인)
- 이승환 - 경찰(존 라파이엣)
- 김동현 - 멕시코인(프랭크 루고)